# Saint-Hilaire-de-Court
Saint-Hilaire-de-Court – miejscowość i gmina we Francji, w Regionie Centralnym, w departamencie Cher.
Według danych na rok 1990 gminę zamieszkiwały 794 osoby, a gęstość zaludnienia wynosiła 68 osób/km² (wśród 1842 gmin Regionu Centralnego Saint-Hilaire-de-Court plasuje się na 493. miejscu pod względem liczby ludności, natomiast pod względem powierzchni na miejscu 1057.).